# 강남역 화장실 살인사건 추모 운동
강남역 화장실 살인사건 추모 운동은 2016년 5월 17일 새벽 강남역과 신논현역 사이 서초구쪽의 노래방 화장실에서 처음 본 20대 여성을 살해한 피의자 김성민이 "화장실에 남성 6명이 들어오고 나서 이후에 들어온 피해 여성을 살해"한 사실이 알려지면서 피해자를 추모하기 위하여 강남역 10번 출구와 SNS 등을 통해 퍼져나간 운동이다. 살인 사건 자체가 여성 혐오 범죄인가에 대한 논란이 발생하여, 이를 둘러싼 충돌이 추모 현장에서 종종 발행하였다.

## 전개

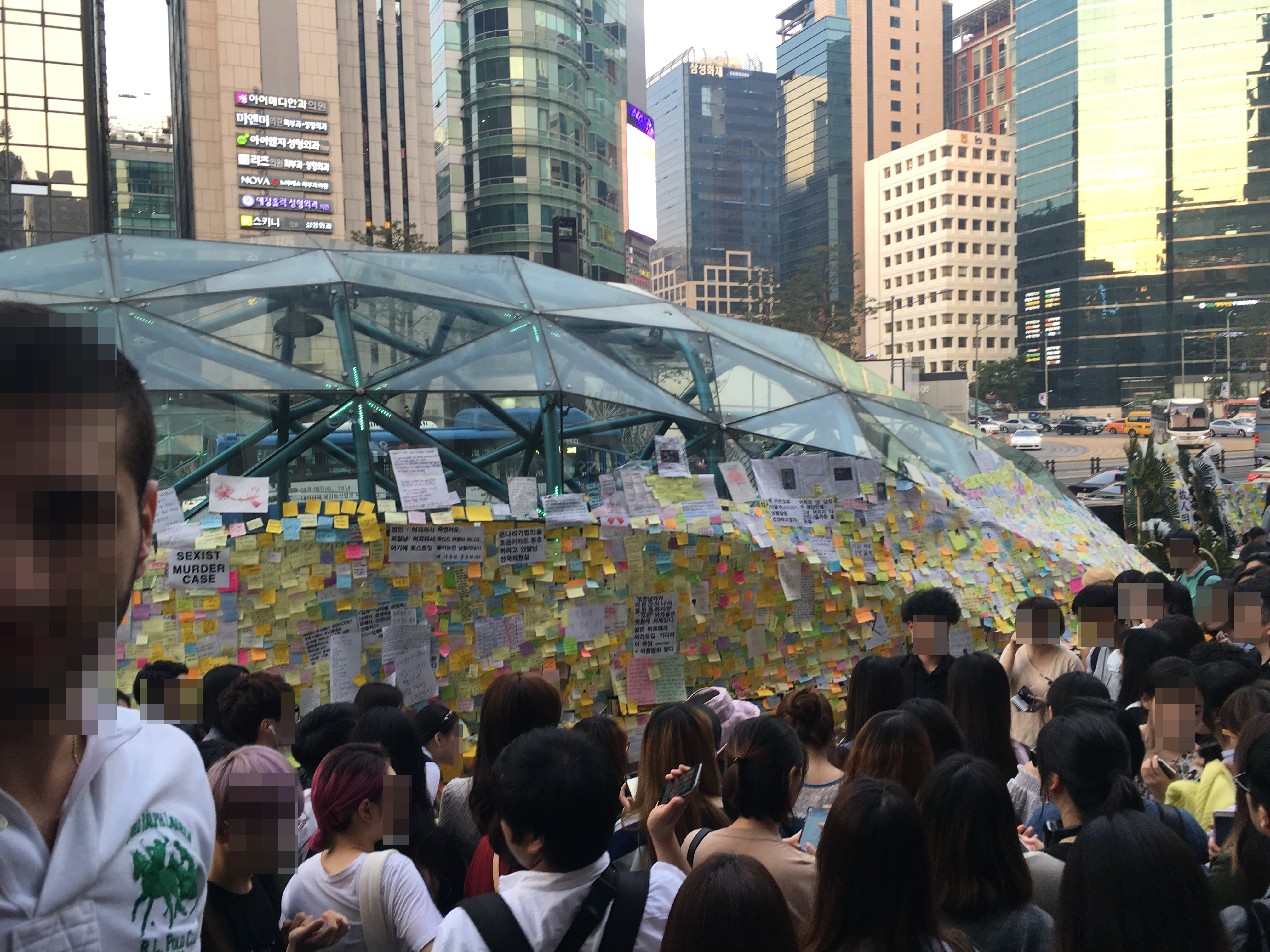
쪽지의 모음.

한 네티즌의 제안으로 피해자의 추모 운동이 시작되어 사건 현장과 가까운 강남역 10번 출구에는 “여성 혐오는 사회적 문제”, “남아 있는 여성들이 더 좋은 세상 만들게요” 등 여성 혐오 문제를 지적하는 내용의 쪽지들이 붙는 한편 이 사건을 여성 혐오 범죄로 해석하는 것을 비약이라고 주장하며, “피해의식이 있는 여성들이 사건을 지나치게 확대하고 있다”, “남자라는 이유만으로 잠재적 범죄자 취급을 받아야 하는 거냐”, “가난한 사람이 부자를 살해하면 가난한 사람도 잠재적 살인자냐” 등의 글이 SNS에 올라오고 강남역에는 '남자라서 죽은 천안함 용사들을 잊지 맙시다", "일간베스트저장소 노무현 외 일동"이라고 쓰여진 리본이 달린 화환이 5월 19일에 도착하였으나, 이후 피해 여성을 추모하는 시민에 의하여 추모 포스트잇으로 리본이 가려졌고, 결국 리본이 제거되기도 했다.
5월 19일 저녁 7시 반에는 "한 개인으로 인해 저질러진 것이지만 그 배후에는 대한민국 사회라는 공범이 있다"는 문제의식을 가진 한 네티즌의 제안으로 강남역 10번 출구에서 촛불 추모 문화제가 열렸다.
평소 여성의 권익 확대가 남성의 권익 축소로 이어진다며 여권 신장에 반대하고 국방의 의무를 남성들만 부담하는 것에 불만을 가졌던 일베저장소에는 "탈을 쓰고 추모 현장 갈 것"이라고 예고한 글이 게시된 가운데 5월 20일 강남역 10번 출구에 분홍색 코끼리 탈을 쓴 남성 김 모씨가 “육식동물이 나쁜 게 아니라 범죄를 저지르는 동물이 나쁜 겁니다… 선입견 없는, 편견 없는 주토피아 대한민국. 현재 세계 치안 1위지만 더 안전한 대한민국 남·여 함께 만들어요”라는 내용의 화이트보드를 들고 서 있었다. 이를 본 일부 여성 추모객이 “일베 회원이 아니라면 당당하게 탈을 벗어봐라”라고 하면서 ”추모 공간에 코끼리 탈을 쓰고 온 것은 적절하지 않다“며 비난하던 이들 중 일부가 김 모씨의 탈을 벗기려고 하거나 밀치는 등 폭행을 가하여 서초경찰서 소속 경찰관이 출동해 탈을 벗기려고 했던 한 남성을 현행범으로 체포하면서 물리적 충돌 상황을 종료시켰다.

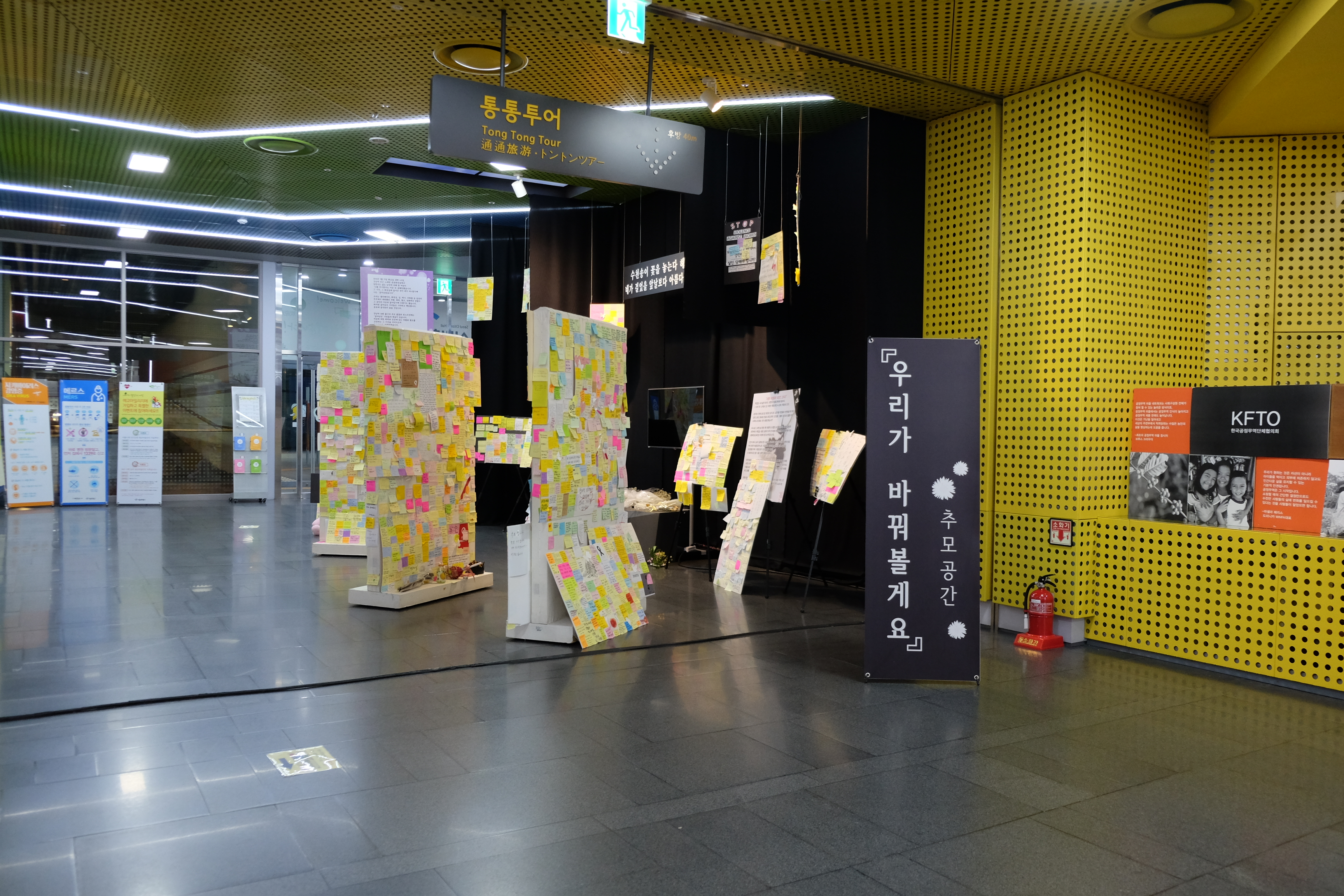
서울시민청에 마련된 피해자 추모 공간

5월 21일 오후에는 수백 명의 추모객이 참여하여 강남역과 사건이 일어난 현장을 오가는 추모 행진이 열렸으며, 행사에는 일베저장소 회원 등이 나타나 추모객들과 언쟁과 몸싸움이 벌어진 가운데 한 여중생은“남혐·여혐 싫다, 서로 비난하는 것은 옳지 않다”는 내용의 피켓을 들고 서 있자 다른 여성이 여중생의 피켓을 빼앗아 집어던지고 여중생의 가슴을 밀치기도 했다. 이러한 충돌을 우려하여 경찰 수십 명이 현장에 배치되었다.
박원순 서울시장은 5월 19일 강남역 10번 출구를 방문해 "살인 피해자를 추모하고 기억의 공간을 만들어 보존 조치를 하겠다"고 밝혀 강남역 주변과 전국 각지에 설치된 추모 쪽지를 보존하기 위해서 여성 관련 인터넷 커뮤니티 등을 통해 모인 사람들이 경찰의 협조 아래 5월 23일 자정부터 6시까지 강남역 10번출구 주변을 뒤덮고 있는 포스트잇(접착식 메모지)들을 자발적으로 모두 떼어내 철거하고 스티로폼 판넬에 옮겨붙이고 서초구청에서 일시 보관한 뒤 서울시 측과 논의해 추모공간이 마련되면 그곳에서 보존할 예정이다.

## 같이 보기
- 강남역 화장실 살인사건